# Eopsaltria flaviventris
Eopsaltria flaviventris es una especie de ave paseriforme, perteneciente a la familia Petroicidae, del género Eopsaltria.

## Localización
Es una especie de ave que se localiza en Nueva Caledonia.